# Saldus
Saldus er beliggende i Saldus distrikt i det vestlige Letland og fik byrettigheder i 1917. Før Letlands selvstændighed i 1918 var byen også kendt på sit tyske navn Frauenburg.